# 스티브 배넌
스티븐 케빈 "스티브" 배넌(영어: Stephen Kevin "Steve" Bannon, 1953년 11월 27일~)은 미국의 은행가, 기업인, 정치 전략가이다. 미국 대통령 트럼프의 수석 전략가이며, 백악관 고문이다. 우파 성향의 온라인 언론 브라이트바트 뉴스의 설립자이고, 2016년 미국 대통령 선거 때 도널드 트럼프 선거본부의 CEO를 지냈다. 트럼프 후보가 당선된 후, 그는 2017년 1월 20일 백악관 수석 전략가 및 수석 고문에 내정되었으나, 주한미군 철수 문제 등으로 백악관 내부의 군사적인 옵션을 요청하는, 강경파들과 정책 불화가 있었으며, 백악관의 북핵 군사 해법 및 서울 수도권 인구의 희생자 시믈레이션 정보를 외부로 노출한이후 3일 만에, 2017년 8월 백악관을 떠나게 된다.
배넌은 선거 운동 당시 트럼프 후보로 하여금 빌 클린턴 전 대통령의 성추행 혐의를 들춰내고 힐러리 클린턴 후보의 음모론을 제기하는 등 네거티브 공세를 취하도록 했다. 브라이트바트 뉴스를 이끌면서 배넌은 온라인상에서 '서구적 가치들'을 옹호하고 '백인의 정체성'을 유지하며 다문화주의를 반대한다는 이른바 '대안 우익(alt-right)' 운동의 주축으로 통했다. 페미니즘에 대한 부정적 시각, 낙태 허용은 여성을 망친다 등의 헤드라인을 내보낸 적도 있다. 한편 백악관에는 라인스 프리버스가 비서실장으로 있어 트럼프가 배넌과 프리버스를 경쟁토록 할 것이라는 예측이 언론사에서 나왔다.

## 백악관의 북핵 군사 해법 내부 자료 누설
- 한국 전쟁이 만약 다시 발생한다면, 개전(開戰) 30분 만에 북한의 재래식 박격포등으로도 1000만명의 서울 시민이 죽게 되는데 이것을 막을 수 있는 방법 즉 해결하는 방정식은 어떤것도, 백악관에서 없다는것을 언론에 공개하였다.
- 즉 미국의 북한 핵시설들에 대한 선제 공격시, 북한이 역공을 하면, 한국의 막대한 숫자의 수도권인구의 몇시간안에 수천만명이 희생되는것을 막기 위해서는, 북핵 해결을 위한 군사적 해법은 잊어 버려야 한다는것을 발표하였으며, 미국 백악관의 군사적 해법을 요구하던, 존 볼턴 등 강경파의 압력으로 백악관에서 3일만에 스티브 배넌은 해고되었다.
- 스티브 베넌은 북한 이외에 중국과의 경제 전쟁이 가장 중요성을 강조하였으며, 미국과 중국 중 하나는 25년이나 30년 안에 패권국이 될것이라고 예측하였다.[2][3]

## 같이 보기
- 2016년 미국 대통령 선거에 대한 러시아의 개입